# Yngve Holmstedt
Yngve Daniel Holmstedt, född 11 december 1910 i Linköping, död 17 december 1982 i Västerleds församling, Stockholm, var en svensk psykiater.
Efter studentexamen 1929 blev Holmstedt medicine kandidat i Stockholm 1933 och medicine licentiat 1940. Han var provinsialläkare i olika distrikt, tjänstgjorde vid länssanatoriet Uttran, vid medicinska avdelningen vid Eskilstuna, Årjängs och Mariestads lasarett 1939–1943, neurologiska kliniken vid Serafimerlasarettet i Stockholm 1944–1946, Sundby sjukhus i Strängnäs 1942–1943, vid psykiatriska kliniken vid Karolinska sjukhuset 1946, vid Rättspsykiatriska kliniken 1950, förste läkare där 1954, biträdande överläkare 1957 samt överläkare vid psykiatriska avdelningen vid Långholmens centralfängelse från 1961. Han var t.f. professor i rättspsykiatri vid Karolinska Institutet 1957 och från 1970. Under denna tid överprövade han Otto Brundins utlåtande om Sture Bergwall, som var åtalad för bland annat dråpförsök på ett barn på Falu lasarett 1969. Han var konsult vid mentalvårdsbyrån i Stockholm från 1946, expert i 1950 års abortutredning, ledamot av interneringsnämnden och av styrelsen för Anstalten Svartsjö en nykterhetsvårdsanstalt. Holmstedt är gravsatt i minneslunden på Bromma kyrkogård.